# Josef Bischoff
Pour les articles homonymes, voir Bischoff.
Josef Bischoff, né le 14 juillet 1872 à Langenbrück en province de Silésie, mort le 12 décembre 1948 à Baden en Autriche, est un officier allemand et un commandant de corps franc de la Baltique.

## Biographie
Bischoff étudie à l'université de Breslau. Il intègre en 1891 la Studentenverbindung Corps Lusatia Breslau (de), troisième membre de sa famille à y prendre place. En janvier 1892, il intègre comme Avantageur (aspirant) le 22e régiment d'infanterie à Gleiwitz, où il sert entre 1902 et 1909 au sein de la Schutztruppe en Afrique orientale allemande et au Sud-Ouest africain allemand, avec le grade d'Oberleutnant.
Il retourne en Allemagne en juin 1901 et sert dans le 132e régiment d'infanterie (de). 
Il est réengagé dans l'armée le 1er février 1909 et employé comme commandant de compagnie dans le 112e régiment d'infanterie (de). Bischoff sert dans la même fonction à partir de 1911 dans le 166e régiment d'infanterie, dans lequel il est promu à l'état-major du régiment de Bitche lors de sa promotion au grade de major le 1er octobre 1913. Lorsque la Première Guerre mondiale éclate, il a 42 ans. On l'affecte au Reserve-Infanterie-Regiment Nr. 60, attaché au commandant du bataillon. En mars 1916, il est nommé commandant du 1er régiment de chameliers turcs, qui lutte dans le Sinaï contre les forces arabes en révolte contre le pouvoir ottoman. Après guerre, Bischoff conserve pour cela de fortes attaches avec la Turquie et garde contact avec Atatürk.
À la fin de la Première Guerre mondiale, Bischoff s'engage dans les corps francs qui luttent pour la défense du Baltikum. Il commande la Brigade de fer, qui devient bientôt Division de fer et combat pour asseoir le pouvoir du Duché balte uni. Les combats sont très violents, et Bischoff lutte jusqu'au bout pour la défense de cette terre de colonisation allemande contre les aspirations indépendantistes des peuples baltes. Joignant ses forces à l'armée occidentale des volontaires de Bermondt-Avalov, il quitte toutefois le pays avant même l'armistice et les dernières défaites fin 1919.
De retour en Allemagne, Bischoff intègre les cercles d'extrême droite et s'implique en mars 1920 dans le putsch de Kapp, visant à renverser le régime démocratique de Weimar.
Après l'échec du putsch, Bischoff s'installe à Baden, en Autriche. Après l'arrivée au pouvoir en 1933-1934 d'Engelbert Dollfuß et la mise en place du régime austrofasciste de l'État fédéral autrichien, il retourne à Berlin. Il ne rentre à Baden qu'après l'Anschluss.
Bischoff, lors du Tannenbergtag de 1939, le 27 août, commémorant la victoire allemande de Tannenberg lors de la Première Guerre mondiale, il reçoit à titre honorifique le grade d'Oberstleutnant.

## Décorations
Prusse :
- Ordre de la Couronne, 4e classe avec épées, 1908
- Ordre de l'Aigle rouge, 4e classe avec épées, 1908
- Dienstauszeichnung

Empire allemand :
- Croix de fer, 2e et 1re classe, 1914
- Pour le Mérite, le 30 juin 1918

République de Weimar :
- Baltenkreuz (en)

## Crédits
- (de) Cet article est partiellement ou en totalité issu de l’article de Wikipédia en allemand intitulé « Josef Bischoff » (voir la liste des auteurs).

- (lv) Cet article est partiellement ou en totalité issu de l’article de Wikipédia en letton intitulé « Jozefs Bišofs » (voir la liste des auteurs).